# Andrômeda XXII
Andrômeda XXII (Pisces VI, Triângulo I) é uma galáxia anã esferoidal de baixo brilho superficial localizada a cerca de 940–1 033 kiloparsecs de distância do Sol na constelação de Pisces, Esta galáxia faz parte do Grupo Local.
Sua proximidade tanto com a Galáxia de Andrômeda (M31) como com a Galáxia do Triângulo (M33) sugerem que Andrômeda XXII poderia ser uma galáxia satélite de quaisquer uma destas galáxia. Os dados disponíveis atualmente são mais a favor da hipótese de que ela é uma galáxia satélite da M33, estando apenas 42 kpc (140 000 anos-luz) a partir desta, em comparação com 224 kpc (730 000 anos-luz) de distância da M31. Por isso, Andrômeda XXII pode ser o primeiro satélite da M33 a ser descoberto, mas ainda ela é atualmente catalogada como satélite da M31. No entanto, ele é um membro do Grupo Local.